# Paul Harland
Paul Harland (pseudoniem van John Paul Smit, Noordwijk, 15 april 1960 – Tiel, 16 of 17 juni 2003) was een Nederlands sciencefictionschrijver. Zijn eerste verhaal werd in 1979 gepubliceerd.

## Biografie
Harlands verhalen verschenen in bundels, zoals Remote Control, collecties zoals Ganymedes en tijdschriften zoals Holland-SF en De Tijdlijn.
Ook schreef hij in 2002 de Engelstalige roman The Hand That Takes, die in 2003 door een Ierse uitgeverij werd gepubliceerd.
Paul Harland ontving viermaal de King Kong Award, de hoogste Nederlandse onderscheiding voor het SF-genre, voor de volgende korte verhalen.

### Dood
Paul Harland overleed op 16 of 17 juni 2003 in Tiel op 43-jarige leeftijd. Ogenschijnlijk was er sprake van zelfmoord. In december 2003 werd evenwel Harlands echtgenoot, de Bosnische architect en publicist Tarik Dreca, gearresteerd op verdenking van moord. Dreca ontkende, maar de rechtbank Arnhem achtte bewezen dat Dreca zijn echtgenoot opzettelijk en met voorbedachten rade van het leven had beroofd en veroordeelde hem tot een gevangenisstraf van twaalf jaar. Het Openbaar Ministerie, dat veertien jaar celstraf had geëist, ging in hoger beroep bij het gerechtshof Arnhem en vorderde daar de oplegging van een gevangenisstraf voor de duur van vijftien jaar. Het hof achtte eveneens moord bewezen, maar zag geen reden een hogere straf op te leggen dan de rechtbank had gedaan. Het vernietigde daarom het vonnis van de rechtbank om proceseconomische redenen en veroordeelde Dreca opnieuw tot twaalf jaar cel. Het hiertegen namens Dreca ingestelde cassatieberoep werd op 30 oktober 2007 door de Hoge Raad verworpen. Omdat er echter zestien maanden zaten tussen het instellen van het cassatieberoep en de uitspraak van de Hoge Raad verlaagde deze laatste de celstraf wegens overschrijding van de redelijke termijn (als bedoeld in artikel 6 van het EVRM) naar elf jaar en acht maanden.
Na Harlands dood werd de naam van de Millennium Prijs (voorheen de King Kong Award) veranderd in de Paul Harland Prijs. Met ingang van 2015 heet deze de Harland Award.

### Romans
- De val van Nieuw Versailles (1983)
- Fuga in frictieloos porcelein (1984)
- De bleke schaduw van de vrouwe (1988)
- Retrometheus (1992)
- De wintertuin (1990)
- Water tot ijs (1994)
- Onkruid en stenen (1995)
- Systems of Romance (met Paul Evenblij) (1995)
- The Hand That Takes (2002)
- Computercode Cthulh (met Tais Teng) (2005)

### Verzameling van korte verhalen
- Remote Control (1993)
- De werelden van Vince-Crux (2005)

- Nederlandse Thesaurus van Auteursnamen: 069367191
- Virtual International Authority File: 280798532
- WorldCat: E39PBJm4Pwj9Rbr7RbktM8rpfq